# International Practical Shooting Confederation
Die International Practical Shooting Confederation (IPSC; deutsch sinngemäß: „Internationaler Verband für Angewandten Schießsport“) ist ein in Schweden registrierter internationaler Dachverband mit Sitz auf Mallorca (Spanien) und Träger der gleichnamigen Schießsportdisziplin „Schießsport nach IPSC“. In Deutschland wird diese Sportart durch den waffenrechtlich anerkannten Schießsportverband Bund Deutscher Sportschützen vertreten.
IPSC wird als dynamischer Schießsport bezeichnet, da sich der Schütze in Abgrenzung zum statischen Schießsport während der Übung auf einem Parcours unter Einhaltung von Sicherheitsbestimmungen frei bewegt und die Schießpositionen unter Berücksichtigung von zeitlichen- wie auch sportlichen Vorgaben selbst wählt. In einer vom Bundesverwaltungsamt genehmigten Sportordnung ist für die Durchführung des IPSC-Schießens ein Regelwerk hinterlegt, dessen Einhaltung bei jedem Durchlauf des Parcours von sogenannten Range Officern überwacht wird.
In die Bewertung des Schützen fällt neben der Schusspräzision auch der Zeitbedarf für die Absolvierung der Übung. Nur mit einem ausgewogenen Verhältnis der beiden Faktoren sind gute Wertungen zu erhalten. Auf diese Tatsache bezieht sich auch das Motto des IPSC-Schießsports: „DVC“ (lateinisch Diligentia, Vis, Celeritas), übersetzt „Präzision, Kraft, Schnelligkeit“.

## Geschichte
Die International Practical Shooting Confederation wurde im Mai 1976 auf der International Pistol Conference in Columbia (Missouri) gegründet. Der US-amerikanische Soldat Jeff Cooper trug wesentlich zur Etablierung der Disziplin bei und wurde erster IPSC-Präsident.
Dachverbände für das IPSC-Schießen gibt es (Stand Juni 2021) in 105 Ländern. Nach eigenen Angaben werden jährlich mehr als 350 internationale Wettkämpfe durchgeführt, dabei lägen die Teilnehmerzahlen bei bis zu 1000 Personen pro Wettkampf.
2015 seien in Europa 175 internationale Wettbewerbe im IPSC-Schießen veranstaltet worden. In Österreich, der Schweiz, Frankreich, Spanien, Griechenland, Portugal und Polen werde IPSC von Schützenverbänden betrieben, die auch in den jeweiligen Nationalen Olympischen Komitees vertreten seien. In 27 von 28 Ländern der Europäischen Union seien nationale Schießsportverbände Mitglied des IPSC-Weltverbands.
In Deutschland ist der als Sportschützenlobbyist tätige und an der Waffengesetzgebung beratend mitbeteiligte Bund Deutscher Sportschützen 1975 e. V. (BDS) Träger des an nationales (Waffen-)Recht angepassten und genehmigten IPSC-Regelwerks. Der Bundesfinanzhof stellte 2018 fest, das IPSC Schießsport dem Gemeinwohl diene. Er entschied, dabei handele es sich um einen Sport im Sinne der Abgabenordnung wie auch Motorsport, Tischfußball und Schach. Es würden „keine kriegsähnlichen Situationen nachgestellt“ und es sei auch „keine Ähnlichkeit mit einem Häuserkampf oder einem kampfmäßigen Schießen gegeben“, wertete der BFH.

## Durchführung von IPSC-Wettkämpfen
An Wettkämpfen teilnahmeberechtigt sind Schützen, die im Rahmen eines Sicherheits- und Regeltests (SuRT) nachgewiesen haben, dass sie neben der sicheren Waffenhandhabung die nötigen Kenntnisse der Regeln sowie der gängigen Kommandos erworben haben.
Die Wettkämpfe bestehen aus mehreren Parcours (sog. "Stages"), die Abhängig vom Level des Wettkampfes unterschiedliche Anforderungen an den Schützen stellen. Dabei richten sich beispielsweise Level I und II-Matches eher an IPSC-Anfänger, Level V an Weltklasseschützen. Bei großen Matches werden die Parcours bereits Wochen bis Monate vorher bekannt gegeben, damit sich die Schützen für die Absolvierung der Übung entsprechend vorbereiten können. Die angemeldeten Schützen werden bis zum Ende des Wettkampfes in Gruppen ("Squads") eingeteilt und initial einer Stage zugewiesen. Nach Absolvierung der Übung werden unter den Gruppen die Stages so lange getauscht, bis jeder Schütze jeden Parcours absolviert hat.
Bei Ankunft einer Squad auf einer Stage wird der Aufbau vom zuständigen Range Officer ("RO") vorgestellt und die Schützen bekommen eine vorher festgelegte Zeit, sich eine entsprechende Taktik für die Bewältigung der Übung zurecht zu legen. Hierzu dürfen sie die Stage als Gruppe betreten und die Übung "trocken" durchlaufen. Die Verwendung des Sportgerätes, einer Nachbildung o. ä. ist hierbei ausdrücklich verboten, beide Hände des Sportlers müssen leer sein. Das IPSC-Schießen ist grundsätzlich "freestyle", d. h. der Schütze entscheidet anhand seines Könnens, welche Positionen für Schussabgabe, Magazinwechsel o. ä. für ihn persönlich in Frage kommen, um das ideale Gleichgewicht zwischen Präzision und zeiteffiziente Abarbeitung der Stage zu erreichen.
Nach Abschluss der Begehung und Herstellung der Sicherheit werden die Schützen einzeln aufgerufen um die Übung zu absolvieren. Jede Übung darf pro Schütze nur einmal durchlaufen werden. Die korrekte Ausführung der Übung sowie die durchgängige Einhaltung der Sicherheitsbestimmungen werden vom Range Officer überwacht, dieser stoppt auch die für die Bewältigung der Aufgabe benötigte Zeit. Eine – auch nur einmalige bzw. kurzzeitige – Verletzung der Sicherheitsbestimmungen führt zur sofortigen Disqualifikation ("DQ") des Teilnehmers und gilt ohne Rücksicht auf Verluste für das gesamte Match. Nachdem die Übung vom Teilnehmer absolviert wurde, erfolgt durch einen RO die Trefferaufnahme. Papierziele haben drei Trefferzonen, Stahlziele müssen zur Wertung grundsätzlich fallen.
Die Wertung einer Stage erfolgt, wenn es von allen angemeldeten Schützen absolviert wurde. Hierzu wird für jeden Schützen ein sog. „Hit-factor“ (HF) berechnet, dieser berücksichtigt sowohl die erzielten Treffer als auch die benötigte Zeit. In der Rangliste wird der Schütze mit der höchsten Wertung als Referenz für alle nachfolgenden Teilnehmer eingesetzt, so bekommt jeder die Möglichkeit die eigene Leistung im prozentualen Verhältnis zum möglichen Maximum auf dieser Stage zu bewerten. Der Schütze mit dem höchsten HF bekommt in der Wertung alle auf dieser Stage maximal erzielbaren Punkte (Stage-Win), alle nachfolgenden Schützen anteilig davon entsprechend ihrer in Prozent gemessenen Leistung. 
Beispiel: Auf einer Stage sind maximal 115 Punkte erzielbar. Schütze A absolviert den Kurs in 14,93 Sekunden und erzielt dabei 111 Punkte (HF = 7,4347); Schütze B benötigt 18,29 Sekunden bei insgesamt 94 Trefferpunkten (HF = 5,1394). In der Wertung bekommt Schütze A 115 Punkte (höchster HF auf der Stage), Schütze B bekommt immerhin noch 79,4966 Punkte (seine Leistung betrug auf dieser Stage 69,13 % des Maximums). 
In der Gesamtwertung (Matchrangliste) werden alle auf den Stages gesammelten Punkte aufsummiert.

## Sicherheit im IPSC-Schießsport
IPSC wird -abhängig von der jeweiligen Klasse- mit mehr oder weniger spezialisierten Großkaliber-Sportwaffen und Gebrauchsladungen geschossen. Der bei einem Schuss unweigerlich entstehender Hochschlag erschwert wesentlich die schnelle und präzise Schussabgabe und macht einen großen Teil der sportlichen Herausforderung in dieser Disziplin aus. Damit die Sicherheit aller Beteiligten und Zuschauer jederzeit gewährleistet wird, sind im IPSC-Sport eine Reihe von besonderen Sicherheitsvorkehrungen einzuhalten. Einige davon sind:
- die Schusswaffen dürfen ausschließlich in extra ausgewiesenen Bereichen ("safety zone") vom Schützen aus dem Transportbox entnommen und geholstert werden
- in der safety zone ist das Hantieren mit Munition strengstens verboten
- wenn eine Waffe im Holster ist, muss sie grundsätzlich komplett entladen sein
- bereits geholsterte Waffen dürfen vom Schützen nur auf ausdrücklichen Befehl eines Range Officers auf einer Stage im Rahmen einer Übungsdurchführung aus dem Holster genommen werden
- wird eine Übung beendet, so ist die Waffe komplett zu entladen. Dies wird mit dem Vorzeigen der leeren Patronenkammer an den Range Officer und einem "leeren" Abschlag sichergestellt. Danach wird das Sportgerät wieder geholstert
- es gibt auf jeder Stage eine vorgeschriebene Sicherheitsrichtung (meist Hauptkugelfang) sowie dazugehörige maximale Drehwinkel (bei Seitenkugelfängen beispielsweise ±90 Grad). Diese dürfen auch während der Übungsdurchführung niemals überschritten werden
- bei Veränderung der Schützenposition auf der Stage darf der Abzugsfinger sich niemals innerhalb des Abzugbügels befinden
- die Waffe darf zu keinem Zeitpunkt (auch nicht beim Nachladen, Störungsbeseitigung o. ä.) auf den eigenen oder einen fremden Körper zeigen ("sweeping").
- es dürfen nur Holster verwendet werden, welche das Abzügszüngel komplett verdecken

Eine Verletzung irgendeiner dieser Regeln zieht ein sofortiges Match-DQ nach sich. In der Rangliste wird der jeweilige Teilnehmer mit "DQ" markiert. Teilnahmegebühren (beispielsweise für Level III-Matches im Bereich 90–200 EUR, Stand: 2021) werden in diesem Fall grundsätzlich nicht an den betroffenen Schützen zurückerstattet.

## Wertungsklassen und Munition
Um die Vergleichbarkeit der Leistung der einzelnen Sportler zueinander zu ermöglichen, werden im IPSC verschiedene Wertungsklassen -mit einer jeweils zugehörigen Rangliste- verwendet. Hierzu wird zum einen nach Alter und Geschlecht unterschieden (Lady, Overall, Senior, Supersenior) zum anderen nach dem verwendeten Sportgerät (z. B. Production oder Open). Zusätzlich erfolgt eine noch feinere Unterteilung durch die verwendete Munition (Minor oder Major). Die Major-Munition hat eine etwas stärkere Treibladung und verursacht damit mehr Rück- und Hochschlag bei der Schussabgabe. Dies muss vom Schützen durch einen festeren Griff, mehr Körperspannung und langsamere Schussfrequenz kompensiert werden, macht also insgesamt langsamer auf der Stage. Weiterhin kommt noch hinzu, dass stärkere Kaliber bei den meisten Waffen durch die größere Patrone eine geringere Magazinkapazität aufweisen, d. h. als Schütze ist man in der Major-Klasse öfter gezwungen einen Magazinwechsel vorzunehmen.
Ein Schütze, der sich in der Major-Klasse anmeldet, aber trotzdem Minor-Ladung im Wettkampf verschießt hätte einen sportlichen Vorteil gegenüber den anderen Wettbewerbern. Um dies zu verhindern werden -besonders bei größeren Matches- von den Wettkampfsoffiziellen stichprobenartig acht Patronen bei einigen zufällig ausgewählten Sportlern entnommen und nach einer festgelegten Prozedur bestimmt.
Die Unterscheidung zwischen einer Major- oder Minor-Ladung erfolgt durch die Berechnung eines sogenannten „Power Faktors“. Dieser berücksichtigt neben dem Geschossgewicht (m, in Grains) auch die Geschwindigkeit (v, in Fuß per Sekunde):
{\displaystyle PowerFactor={\frac {m[grs]\cdot v[fps]}{1000}}}
Man kann sich diese Berechnung vorstellen als die praktische Anwendung des Impulserhaltungssatzes: je höher der Power-Faktor, desto höher ist der bei der Schussabgabe entstehender Impuls, den der Schütze kompensieren muss.
In den verschiedenen Klassen gibt es unterschiedliche Zuordnungen zwischen Power-Factor und Minor/Major-Wertung:
| Klasse            | Minor Power-Faktor | Major Power-Faktor |
| ----------------- | ------------------ | ------------------ |
| Open              | mindestens 125     | mindestens 160     |
| Standard          | mindestens 125     | mindestens 170     |
| Classic           | mindestens 125     | mindestens 170     |
| Production        | mindestens 125     | entfällt           |
| Revolver          | mindestens 125     | mindestens 170     |
| Production Optics | mindestens 125     | entfällt           |

Weiterhin gibt es auch unterschiedliche Vorgaben an das jeweils zu verwendende Kaliber:
| Klasse            | Minimalkaliber Minor        | zulässige Kaliber Major                |
| ----------------- | --------------------------- | -------------------------------------- |
| Open              | 9 × 19 mm (.354") x (.748") | max. 11,43mm (.45")                    |
| Standard          | 9 × 19 mm (.354") x (.748") | min. 10mm (.40") / max. 11,43mm (.45") |
| Classic           | 9 × 19 mm (.354") x (.748") | min. 10mm (.40") / max. 11,43mm (.45") |
| Production        | 9 × 19 mm (.354") x (.748") | entfällt                               |
| Revolver          | 9 × 19 mm (.354") x (.748") | max. 11,43mm (.45")                    |
| Production Optics | 9 × 19 mm (.354") x (.748") | entfällt                               |

Sportlich nicht mehr vernünftig handhabbare Kaliber (beispielsweise .50 Action Express) sind ausdrücklich nicht zugelassen.
In der Praxis hat die Major-Wertung nur bei den äußeren Wertungszonen (C und D) von Papierscheiben eine Bedeutung, Fallziele und die A-Zone der Papierscheiben werden in den Wertungen Major und Minor mit je 5 Punkten bewertet.

## Wertungssystem
Bei den IPSC-Kurzwaffenwettbewerben unterscheidet man fest im Regelwerk definierte Papier- und Stahlziele. Andere Zielmedien, insbesondere zerbrechliche Ziele wie Tontauben, Flaschen o. ä. sind grundsätzlich nicht zulässig.

### Papierzielziele
Das einzige zugelassene Papierziel ist das "Classic Target" mit drei Wertungszonen. Classic Targets müssen stets zweimal beschossen werden. Abhängig von der Wertungsklasse gibt es bei Major und Minor Unterschiede in der Wertung der mittleren und äußeren Trefferzone:
| Zone  | A | C | D |
| Major | 5 | 4 | 2 |
| Minor | 5 | 3 | 1 |

IPSC Classic Target

Verfehlt der Schütze das Ziel, wird das Doppelte der maximal erreichbaren Punktzahl für diesen Schuss abgezogen -- also 10 Punkte.
Die Classic Targets bestehen aus herkömmlicher brauner Wellpappe, auf der die Wertungszonen lediglich aufgeprägt oder schwach aufgedruckt sind, so dass sie der Schütze aus zehn Metern Entfernung nicht mehr erkennen kann -- ganz anders als bei den aus dem Präzisionsschießen bekannten Scheiben, die deutlich sichtbare Ringe und in der Mitte einen schwarz ausgefüllten Bereich aufweisen. Hinzu kommt, dass sich die Wertungszonen nicht genau in der Mitte der Classic-Scheibe befinden, sondern nach oben hin verschoben sind. Der IPSC-Schütze muss daher abschätzen lernen, wo sich die Wertungszonen befinden, damit er eine möglichst hohe Punktzahl erreichen kann. Zudem gibt es außen einen fünf Millimeter breiten Rand, genannt Non Scoring Border, der nicht gewertet wird – er dient dazu, festzustellen, ob ein Schuss noch den Wertungsbereich der D-Zone berührt hat und somit gewertet wird. Auf diese Weise werden Diskussionen vermieden, ob ein eingedellter Rand der Scheibe nun von einem Schuss herrührt oder nur eine Beschädigung ist.
Zum 1. Januar 2010 wurde das IPSC Mini Target eingeführt, das ca. 2/3 der Größe des Classic Target entspricht, und mit dem auf kleinen Schießständen größere Schießentfernungen nachgebildet werden können. Mini Target und Classic Target dürfen innerhalb einer Stage zwar in derselben Zielanordnung (Target Array) verwendet werden, müssen aber mindestens zwei Meter weiter entfernt vom Schützen stehen als die Classic Targets.

### Metallziele
Bei den Metallzielen unterscheidet man den Classic Popper, den Mini Classic Popper und Plates. Auch wenn der Name anderes suggeriert, müssen die Metallziele nicht zwangsläufig aus Metall bestehen, andere undurchdringliche Materialien wie Hartgummi werden ebenfalls eingesetzt – dies hat den Vorteil, dass Geschosse nicht zersplittern.
Classic Popper haben eine Höhe von knapp 90 Zentimetern. Von vorn betrachtet haben sie einen Rumpf mit einer Breite von 15 bis 20 Zentimetern, am oberen Ende ist eine Scheibe von gut 30 Zentimetern Durchmesser. Beim Mini Classic Popper, er soll weiter entfernt stehende Popper simulieren, ist die Scheibe nur rund 20 Zentimeter groß und die Rumpfbreite beträgt etwa 13 Zentimeter.
Plates können in der Größe variieren, runde Plates müssen einen Durchmesser von 20 bis 30 Zentimeter aufweisen, rechteckige eine Kantenlänge von 15 bis 30 Zentimetern. Andere Formen sind nicht erlaubt.
Grundsätzlich muss ein Metallziel umfallen, damit es gewertet wird, und zählt dann in jedem Fall fünf Punkte, unabhängig von der Art des Ziels und der Wertungsklasse des Schützen. Popper werden dabei so eingestellt, dass sie bei einem optimalen Treffer mit einem Geschoss, das den Mindest-Power-Factor von 125 erreicht, sicher umfallen. Somit hat jeder Schütze die Chance, bei einem guten Treffer den Popper mit einem Schuss umzuwerfen. Unter dem beim Wettbewerb herrschenden Zeitdruck ist es jedoch nicht selten, dass Schützen nur den Rumpf des Poppers treffen – bei größeren und stärkeren Kalibern ist die Wahrscheinlichkeit dann höher, dass der Popper trotzdem fällt, als bei Schützen, die das Mindest-Kaliber und den Mindest-Power-Factor verwenden.

### Strafziele
Sämtliche Ziele lassen sich auch als so genannte Strafziele (Penalty Targets, früher No-Shoots genannt) aufstellen. Dabei wird die Scheibe oder der Popper entweder mit einem roten X durchkreuz oder aber komplett rot angemalt. Neuerdings werden vermehrt auch komplett weiße Papierscheiben als Penalty Targets verwendet, da einige Hersteller dazu übergegangen sind, für die Rückseite des Wellkartons von IPSC Targets weißes Papier zu verwenden. Andere Farben sind zwar zulässig, aber ungebräuchlich. Erwähnenswert wäre hier noch das „Hard Cover“. Hierbei wird ein Classic Target schwarz eingefärbt und symbolisiert ein undurchdringliches Ziel. Dieses wird meist als Sichtschutz auf Classic Targets oder Popper verwendet. Der Schütze darf das Hard Cover zwar beschießen und auch treffen, erhält dafür aber weder Wertungs- noch Strafpunkte. Wird ein Penalty Target getroffen, bei Scheiben innerhalb des Non Scoring Borders, werden dem Schützen zehn Punkte abgezogen. Wird ein Penalty-Popper vom Schützen beschossen und getroffen, fällt aber nicht um, werden dem Schützen in der Regel hierfür keine Strafpunkte erteilt. Nach jedem Durchlauf werden die Löcher der beschossenen Targets abgeklebt und Popper sowie Plates wieder aufgestellt für den nächsten Schützen.
Eine negative Gesamtwertung gibt es nicht, erhält ein Schütze mehr Strafpunkte als Wertungspunkte, bekommt er eine so genannte Nullwertung, also ein Stage Score von null.
Ein Beschießen von Zielen durch Barrieren wie aufgestellte Trennwände oder Hard Covers kann zur Disqualifikation führen, da sich der Schütze unsportliche Vorteile verschafft hat.

### Wertungspunkte und Stage Score
Im Unterschied zu anderen Schießsportarten werden nicht nur die Punkte gewertet, sondern die Punkte werden durch die dafür benötigte Zeit in Sekunden dividiert. Die ergibt den Stage Score. Der Schütze, der den höchsten Stage Score erreicht, erhält die volle Punktzahl auf der jeweiligen Stage (100 Prozent). Die anderen Schützen erhalten so viele Stage-Punkte, wie sie im Score-Verhältnis zum Besten erreicht haben.
({\displaystyle Stage-Punkte\cdot {\frac {Score}{Best-Score}}}).
Schon bei der Planung des Stageablaufes ist es wichtig das Wertungssystem des IPSC zu verstehen und auch, dass eine Stage nur gewonnen werden kann, wenn man diese „richtig“ schießt und sowohl Zeit als auch die Treffer berücksichtigt.
Man nehme zum Beispiel an, man habe eine Stage mit 3 Papierzielen und einem Popper zu schießen.
Die maximale Punktezahl betrage also 35 Punkte, und man schätze die benötigte Zeit auf 7 Sekunden.
Der Hitfaktor beträgt dann 5 (35/7), d. h. jede Sekunde ist 5 Punkte wert, bzw. jeder Punkt muss in 0,2 Sekunden geschossen werden.
Man nehme an, man schieße Minor-Wertung (A=5 Punkte, C=3 Punkte und D=1 Punkt). Sofern man z. B. eine Splitzeit (Zeit zwischen zwei Schüssen) von 0,3 Sekunden hätte, so wüsste man, dass man ein Delta sehr wohl ausgleichen könnte, indem man nur ein Charlie schösse. Man verbesserte seinen Schuss also um 2 Punkte nach oben und bräuchte dafür nur 0,3 Sekunden. Für die zwei Punkte hätte man aber sogar 0,4 Sekunden Zeit gehabt, insofern könnte man durch das Nachschießen sein Ergebnis verbessern.
Hätte die Stage jedoch einen hohen Hitfactor, so müsste man die Taktik ändern.
Gegeben sei eine Stage mit 90 Punkten, die man in ca. 6 Sekunden schießen kann.
Mit der Formel Treffer/Zeit ergibt sich einen Hitfactor von 15; jede Sekunde ist also 15 Punkte wert und umgekehrt braucht man im Durchschnitt für jeden Punkt 0,06 Sekunden.
Hier kommt man zu dem Schluss, dass es sich keinesfalls lohnt, ein D nachzuschießen, da man für die maximale Verbesserung von 4 Punkten nur 0,24 Sekunden Zeit hätte, also weniger als die angenommene Splitzeit von 0,3 Sekunden.
Durch die Einbeziehung der Zeit in das Gesamtergebnis wird der grundlegende Anspruch dieser Sportart, Treffsicherheit (Diligentia), Kraft (Vis) und Schnelligkeit (Celeritas) manifestiert – ein guter Schütze muss nicht nur gut treffen, sondern auch schnell sein und die richtige Wirkung erreichen. Dies wird gern mit den Buchstaben DVC abgekürzt.

## Klassen
Innerhalb dieser Sportart werden verschiedene Klassen (Divisions) unterschieden:

### Production
In der IPSC Production Division sind nur Pistolen zugelassen, die in der Production Division List genannt sind. Dabei handelt es sich meist um Modelle, die auch bei Polizei, Militär und Sicherheitsbehörden als Dienstwaffen verwendet wurden oder werden. Modifikationen sind nur sehr begrenzt zulässig, so dürfen lediglich Zubehörteile des Herstellers verwendet werden, die auch als Option für Neuwaffen angeboten werden. Eine Beschränkung der Magazinkapazität besteht nicht, jedoch dürfen die Magazine beim Start maximal mit 15 Patronen geladen werden.
Gewertet wird hier ausschließlich in der Minor-Klasse, unabhängig vom Power Factor und Kaliber, der Mindest-Power-Factor liegt jedoch bei 125.
Zudem muss der erste Schuss per Spannabzug (Double Action) abgegeben werden und das Abzugsgewicht für diesen Schuss muss über 2,27 kg (5 lbs) liegen. Dementsprechend sind Single-Action-Only-Waffen nicht zulässig, wohl aber Double-Action-Only-Waffen oder Waffen mit Safe-Action-Abzug wie zum Beispiel die Glock 17. Diese müssen durchgängig mit einem Abzugsgewicht von mindestens 1,36 kg geschossen werden, da keinerlei Wechsel vom Double-Action in den Single-Action Modus stattfindet.

### Open
In der Open-Klasse sind nahezu alle modifizierten Revolver sowie Selbstladepistolen ab Kaliber 9 × 19 mm mit beliebigen Visierungen und Modifikationen zugelassen. Sie bietet dem Schützen im Gegensatz zur streng reglementierten Production-Klasse fast unbeschränkte Möglichkeiten, seine Waffe an seine persönlichen Bedürfnisse anzupassen.
Um den so genannten Major-Faktor zu erreichen, werden meist die Kaliber .38 Super Auto oder sehr stark geladene 9-mm-Patronen geschossen. Für die Major-Wertung wird in der Open-Klasse ein Power Factor von mindestens 160 benötigt.
Häufige Modifikationen an Waffen aus der Open-Klasse sind verlängerte Läufe mit Laufgewichten vorn, Kompensator-Bohrungen im Lauf (Reduzierung des Hochschlags), optische Zieleinrichtungen (Leuchtpunktvisiere) und besonders leichtgängige Abzüge. Magazine hingegen sind auf eine Gesamtlänge von 170 mm beschränkt, um zu verhindern, dass Schützen mit überdimensioniert großen Magazinen antreten.

### Standard
Die Standard-Klasse ist die älteste der fünf IPSC-Kurzwaffen-Klassen und erlaubt dem Schützen, Pistolen ab Kaliber 9 mm zu benutzen. Weitere Einschränkungen: Es sind keine optischen oder elektronischen Visierhilfen erlaubt, sondern lediglich das so genannte offene Visier (Kimme und Korn). Zudem muss die Waffe mit eingeführtem Magazin in einen Kasten mit den Innenabmessungen 225 × 150 × 45 mm passen.
In der Standard-Klasse werden meist nur starke Kaliber (ab .40 S&W) geschossen, deren Geschossenergie den so genannten Major-Faktor erreicht. Damit erhält der Schütze in der mittleren und äußeren Trefferzone jeweils einen Wertungspunkt mehr als bei der Minor-Wertung.

### Modified
Für die Modified-Klasse waren solche Pistolen zugelassen, deren Modifikationen den freien Tuning-Möglichkeiten der Open-Klasse entsprachen, solange die Pistole mit eingeschobenem Magazin das Kastenmaß (siehe Standard) einhält. Die Modified-Klasse wurde im Internationalen Regelwerk zum 1. Januar 2012 abgeschafft. In einigen Mitgliedsregionen, unter anderem in Deutschland, konnte man noch zwei Jahre auf nationaler Ebene in Modified starten. Modified galt als technisch anspruchsvollste Klasse und war hauptsächlich in Deutschland verbreitet.

### Classic
In der Classic-Klasse sind Pistolen zugelassen, die dem klassischen Design der Colt M1911 entsprechen, die also aus einem massiven Stahl-Griffstück mit kurzem Dustcover bestehen und einreihige Magazine nutzen.

### Revolver
Für Wettkämpfe dieser Klasse sind lediglich Revolver in Kalibern ab 9 mm zugelassen. Für die Major-Wertung dürfen in der Trommel maximal 6 Patronen geladen sein. Sind 7 oder mehr Patronen geladen, wird immer die Minor-Wertung angewendet, auch wenn die verwendete Munition den Major-Power-Faktor erreicht. Verboten sind darüber hinaus elektronische oder optische Visierhilfen (Leuchtpunkt-Visiere, Zielfernrohre) sowie Gewichte und andere Modifikationen, die den Hochschlag der Waffe vermindern.

### Langwaffen
Seit 2005 ist auch in der Bundesrepublik eine Sportordnung für IPSC-Schießen mit Langwaffen genehmigt.

### AIPSC
Airsoft-IPSC erfreut sich vor allem in Ländern mit sehr restriktiven Waffengesetzen zunehmender Beliebtheit. Exemplarisch seien hier Großbritannien, China und Japan genannt.
Airsoft-IPSC ist nicht in das offizielle Sporthandbuch des Bund Deutscher Schützen aufgenommen.

### KK-IPSC
Zur deutschen Meisterschaft 2008 wurde für Deutschland ein zusätzliches vorübergehendes Regelwerk für Kleinkaliber-IPSC geschaffen, das sich in Standard- und Open-Division gliedert. In beiden Divisions wurde vorerst eine Magazinkapazität von maximal 10 Patronen festgelegt.
Da die Teilnehmerzahlen in den KK-Disziplinen bisher unter den Erwartungen liegen, und die Disziplinen kaum von Junioren, sondern hauptsächlich von erfahrenen Schützen mit größeren Kalibern genutzt werden, ist die Zukunft des KK-IPSC unter den IPSC-Schützen umstritten. International gibt es kein KK-IPSC.

## Weltmeisterschaften
Seit 1975 werden Weltmeisterschaften ausgetragen, die aus mehrtägigen Wettkämpfen mit mehr als 20 Einzelübungen bestehen. Zurzeit finden diese alle 3 Jahre auf wechselnden Kontinenten statt.
Bisherige Weltmeister:
- Ray Chapman (USA): 1975 World Shoot I Zürich, Schweiz
- Jan Foss (Norwegen): 1976 World Shoot II Berndorf/Salzburg, Österreich
- Dave Westerhout (UK): 1977 World Shoot III Salisbury, Rhodesien
- Jimmy Von Sorgenfrei (Südafrika) 1979 World Shoot IV Johannesburg, Südafrika
- Ross Seyfried (USA): 1981 World Shoot V Johannesburg, Südafrika
- Rob Leatham (USA): 1983 World Shoot VI Virginia, USA
- Rob Leatham (USA): 1986 World Shoot VII Florida, USA
- Rob Leatham (USA): 1988 World Shoot VIII Caracas, Venezuela
- Doug Koenig (USA): 1990 World Shoot IX Adelaide, Australien
- Matt Mclearn (USA): 1993 World Shoot X Bisley, England
- Todd Jarrett (USA): 1996 World Shoot XI Brasília, Brasilien
- Eric Grauffel (Frankreich), Open Division: 1999 World Shoot XII Cebu, Philippinen
- Eric Grauffel (Frankreich), Open Division: 2002 World Shoot XIII Pietersburg, Südafrika
- Eric Grauffel (Frankreich), Open Division: 2005 World Shoot XIV Guayaquil, Ecuador
- Eric Grauffel (Frankreich), Open Division: 2008 World Shoot XV Bali, Indonesien
- Eric Grauffel (Frankreich), Open Division: 2011 World Shoot XVI Rhodos, Griechenland
- Eric Grauffel (Frankreich), Production Division: 2014 World Shoot XVII Florida, USA
- Nils Jonasson (USA), Standard Division: 2014 World Shoot XVII Florida, USA
- Max Michel (USA), Open Division: 2014 World Shoot XVII Florida, USA
- Jorge Ballesteros, Open Devision: 2017 World Shoot XVII Châteauroux, Frankreich

## Zugang zum IPSC-Schießen/Sicherheits- und Regeltest (SuRT)
Der IPSC-Weltverband überlässt es den einzelnen Mitgliedsregionen (-Ländern), den Zugang zum IPSC-Schießen zu organisieren.
In Deutschland ist für die Teilnahme am IPSC-Schießen die Mitgliedschaft im Bund Deutscher Sportschützen (BDS) erforderlich, sowie das vorherige Bestehen eines Sicherheits- und Regeltests (SuRT), der durch den BDS organisiert und von erfahrenen Ausbildern durchgeführt wird.
Der SuRT besteht aus theoretischem Unterricht in den relevanten Sicherheits- und Sportregeln, einer theoretischen und praktischen Prüfung.
- Theoretische Prüfung: Fragebogen zu Sicherheit, Verhalten, Ablaufregeln und Punktewertung.

- Praktische Prüfung: Schießen einer Stage (Übung) unter Wettkampfbedingungen mit dem Prüfer als Range Officer („Schiedsrichter“). Bewertungskriterien sind die erfolgreiche Einhaltung von Sicherheitsregeln bei Waffenhandhabung, Einhaltung der Regeln der BDS-Sportordnung für das IPSC-Schießen (Ablauf, Ausrüstung, sichere Handhabung der Waffe und sonstiger Ausrüstung).

Der zukünftige IPSC-Sportschütze legt damit Zeugnis ab, dass er die Regeln des IPSC-Sportes verinnerlicht hat und den sicheren, praktischen Umgang mit der Waffe beherrscht. Dies ist wichtig, da Sicherheit beim Schießsport oberste Priorität hat. So wird garantiert, dass die Teilnehmer eine Mindestqualifikation besitzen, die es erlaubt, dass IPSC-Turniere sicher, sportlich und waffenrechtlich korrekt durchgeführt werden können.
Elemente des IPSC sind in Deutschland verboten. So wurde z. B. der sogenannte Coopertunnel (entwickelt vom Begründer der Disziplin) vom Bundesverwaltungsamt ausdrücklich verboten.

## Kritik am Schießen nach IPSC
Der Schießsport gemäß IPSC-Richtlinien ist infolge von Amokläufen mit Sportwaffen in die Kritik geraten, obwohl bis heute kein Fall bekannt ist, in dem ein IPSC-Sportler ein solches Verbrechen begangen hätte oder eine Sicherheitsgefährdung durch IPSC oder die hierfür verwendeten Waffen aufgetreten wäre. In Deutschland werden im Zuge von Debatten um eine Verschärfung des Waffenrechts dennoch Einschränkungen des IPSC-Schießens diskutiert.
IPSC wurde am 1. Oktober 2004 vom Bundesverwaltungsamt als Sportart genehmigt (§ 15a WaffG). Im Gegensatz zum Combat Shooting (kampfmäßiges Schießen) der Polizei und des Militärs ist dem Schützen beim IPSC vor dem Betreten der Schießbahn die Lage der einzelnen Ziele und der Ablauf der Übung bekannt, das Schießen aus der Deckung heraus kommt ebenso nicht vor wie das Abgeben ungezielter Schüsse (sogenannte Deutschüsse) und das Schießen im Laufen. Beim IPSC-Schießen werden keine menschlichen Silhouetten oder Abbilder als Ziele benutzt und das Tragen von Uniformen oder Uniformteilen ist ausschließlich aktiven Angehörigen der Streitkräfte und der Polizei erlaubt. Für alle anderen ist Zivilkleidung vorgeschrieben. Bei Wettkämpfen entscheidet im Zweifel der Veranstalter (Match Director), ob Bekleidungsteile als verbotene Uniform zu werten sind. Außerdem sind militärische Ausrüstungsgegenstände wie zum Beispiel taktische Oberschenkelholster verboten.
Auf der anderen Seite wird IPSC, insbesondere in den Vereinigten Staaten, gerade deshalb kritisiert, weil es sich zu einer reinen Sportart entwickelt habe, die mit dem praktischen Einsatz von Schusswaffen zur Selbstverteidigung nurmehr wenig gemein habe. Aus diesem Gedanken heraus entstand in den USA eine neue Disziplin IDPA, die wesentlich strengere Maßstäbe an die praktische Verwendbarkeit von Ausrüstung und Techniken anlegt.
Die Bundesregierung veröffentlichte im Februar 2010 eine Stellungnahme zur aktuellen waffenrechtlichen Situation, in der auch die Ergebnisse einer Überprüfung des IPSC-Schießens dargestellt wurden. Die Stellungnahme legte dar, dass es keinen gesetzgeberischen Handlungsbedarf in Bezug auf IPSC-Schießen oder legalen Privatbesitz von Schusswaffen gebe: „IPSC-Schießen als sportliches Schießen unterscheidet sich […] grundlegend vom Verteidigungsschießen oder kampfmäßigen Schießen“ und lasse „lediglich vordergründig Ähnlichkeiten und Parallelen erkennen“.